# Saughall Massie
Saughall Massie – wieś w Anglii, w hrabstwie ceremonialnym Merseyside, w dystrykcie metropolitalnym Wirral. Leży 11 km na zachód od centrum Liverpool i 292 km na północny zachód od Londynu. W 2001 miejscowość liczyła 1260 mieszkańców.